# Giulia maggiore (figlia di Augusto)
Giulia (nella storiografia moderna Giulia Maggiore, per distinguerla da altre donne della storia romana; Roma, ottobre 39 a.C. – Reggio Calabria, 14) è stata una nobildonna romana, unica figlia naturale dell'imperatore Augusto, nata dalla sua seconda moglie Scribonia.

## Biografia

### Infanzia

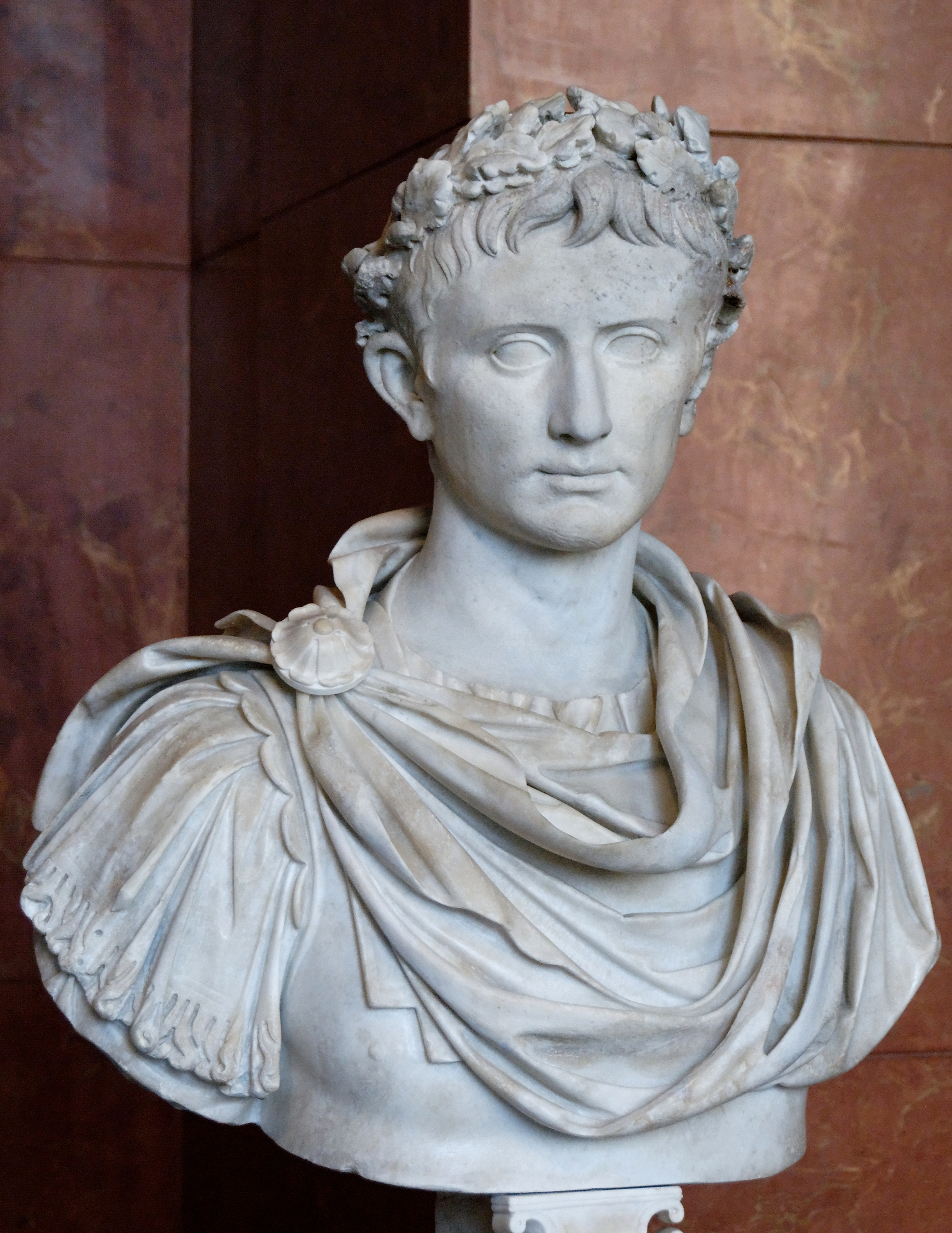
Augusto era il padre di Giulia Divorziò dalla seconda moglie Scribonia, madre di Giulia, nello stesso giorno in cui nacque la figlia. Augusto utilizzò Giulia come una pedina nei suoi giochi politici, dandola in sposa a figure importanti della vita pubblica romana. Il tradimento di Giulia lo obbligò a mandare la figlia in esilio, cosa che gli causò rimorso e rancore per il resto della vita.

Giulia nacque il giorno stesso in cui il padre, allora noto come Ottaviano, divorziò dalla seconda moglie Scribonia, madre di Giulia, per sposare tre mesi dopo (17 gennaio del 38 a.C.) Livia Drusilla. Secondo la legge romana, Ottaviano ottenne la piena potestà sulla bambina, che tolse alla madre naturale; quando poi raggiunse l'età giusta, fu inviata dalla matrigna Livia per ricevere l'educazione di una ragazza romana aristocratica, che Ottaviano volle fosse esemplare.
(Svetonio, Augustus, 64.)
Le fu persino insegnato a lavorare la lana, un'attività adatta alle antiche matrone. Ricevette, per volere del padre, i migliori insegnanti: Macrobio afferma che Giulia aveva un «amore per la letteratura e una considerevole cultura, qualcosa di facile da ottenere nella sua famiglia».
Sebbene la sua vita sociale fosse tanto controllata che poteva parlare solo con alcune persone autorizzate dal padre, Giulia era una bambina molto attraente, e le fu difficile evitare l'attenzione della gente. Ottaviano aveva un grande amore per la figlia, e Macrobio riferisce un suo commento: «Augusto affermò dinanzi ad alcuni amici che aveva due figlie dilette di cui occuparsi: la Repubblica e Giulia».

### Matrimonio con Marcello

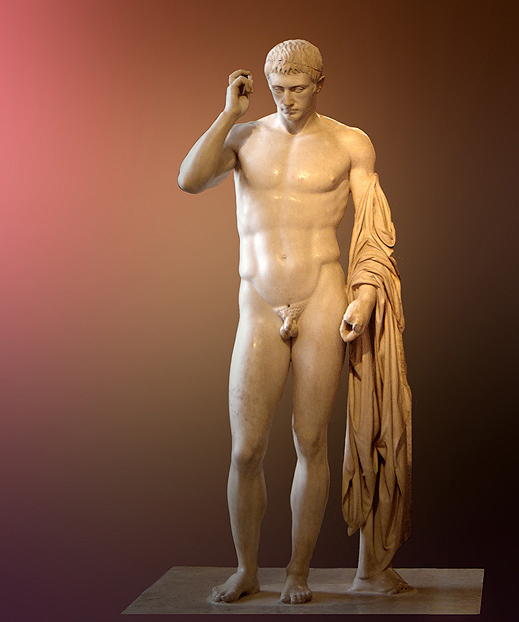
Statua dell'"apollineo" Marco Claudio Marcello esposta al Louvre.

In quanto figlia di Ottaviano, la vita di Giulia fu in qualche modo legata alla carriera politica del padre. Quando nel 37 a.C. Gaio Cilnio Mecenate e Marco Vipsanio Agrippa stipularono la pace con Marco Antonio a nome di Ottaviano, venne deciso di cementare l'accordo facendo sposare Giulia, che all'epoca aveva due anni, con Marco Antonio Antillo, il figlio di dieci anni di Marco Antonio. Il matrimonio tra i due non venne mai celebrato: scoppiata nuovamente la guerra civile, Ottaviano sconfisse Marco Antonio nella battaglia di Azio (31 a.C.), divenendo l'unico padrone della Repubblica romana. Oltre a quello con Antillo, un secondo matrimonio venne organizzato ma mai celebrato, quello con Cotisone, re dei Geti, al quale era stato chiesto in cambio l'assenso per il matrimonio della figlia con Augusto.
Nel 25 a.C., all'età di quattordici anni, Giulia sposò il cugino Marco Claudio Marcello (figlio di Ottavia minore, sorella di Augusto), che aveva tre anni in più di lei. Augusto non era presente, in quanto si trovava in Hispania impegnato nelle guerre cantabriche ed era ammalato, così alla cerimonia presenziò il suo amico e collaboratore Agrippa. Marcello, riguardo al quale girava la voce che fosse stato designato erede di Augusto, organizzò degli splendidi giochi, finanziati dallo stesso imperatore, ma morì nel settembre 23 a.C.: la coppia non aveva avuto figli, probabilmente perché Giulia, che all'epoca della morte del marito aveva sedici anni, era ancora molto giovane.

### Matrimonio con Agrippa

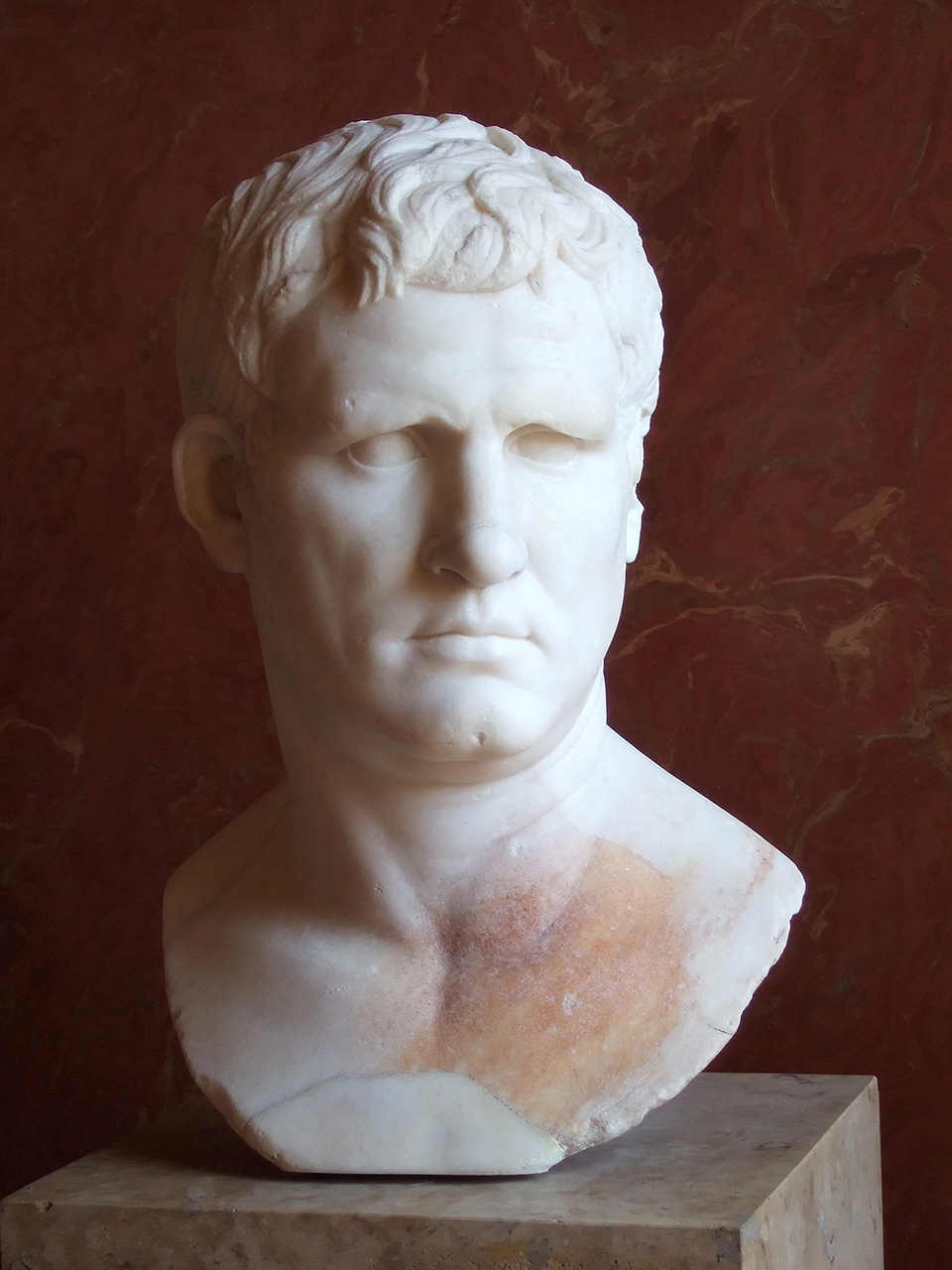
Marco Vipsanio Agrippa era il secondo marito di Giulia, che sposò a 18 anni, nel 21 a.C., e dal quale ebbe cinque figli. Agrippa era originario di una famiglia di rango modesto, ma divenne amico e generale fidato di Augusto.

All'età di 18 anni, nel 21 a.C., Giulia sposò Agrippa, che aveva ben venticinque anni in più di lei. Questo matrimonio tra la figlia di Augusto e il suo più fidato amico e generale, sarebbe stato suggerito anche da Mecenate che, riferendosi alla carriera di Agrippa iniziata in una famiglia di rango modesto, diceva ad Augusto: «Lo hai reso così grande che deve divenire tuo genero o essere ucciso».
Al nome di Giulia vennero legati, sin da questo periodo, numerosi adulteri, il primo dei quali con un certo Sempronio Gracco, col quale pare abbia avuto una relazione duratura; altre voci girarono su una passione accesasi nei confronti del fratellastro, il figlio di Livia Drusilla da un precedente matrimonio e futuro imperatore Tiberio.
Gli sposi andarono a vivere in una villa urbana, forse la casa della Farnesina ritrovata nei pressi della moderna Villa Farnesina a Trastevere. Giulia diede ad Agrippa cinque figli: Gaio Vipsanio Agrippa (Gaio Cesare), Vipsania Giulia Agrippina (Giulia minore), Lucio Vipsanio Agrippa (Lucio Cesare), Vipsania Agrippina (Agrippina maggiore) e Marco Vipsanio Agrippa Postumo (Agrippa Postumo, nato dopo la morte del padre). Dal giugno 20 a.C. alla primavera 18 a.C., Agrippa fu governatore della Gallia, ed è probabile che Giulia lo abbia seguito nella provincia al di là delle Alpi. Subito dopo il loro arrivo nacque Gaio; nel 19 a.C. nacque Giulia minore; dopo il ritorno della coppia in Italia nacque Lucio.
Nicola di Damasco e Giuseppe Flavio riportano che una volta che Giulia stava viaggiando per raggiungere Agrippa durante una campagna militare, un'improvvisa alluvione la colse vicino ad Ilio, causandone quasi la morte. Allora Agrippa, infuriato, decretò una multa di 100.000 dracme per la comunità locale: sebbene la somma fosse molto elevata, nessuno ardì presentare un appello presso Agrippa, finché il re di Giudea, Erode il Grande, non andò personalmente a chiedere il perdono per la città.
Nella primavera del 16 a.C., Agrippa e Giulia viaggiarono per le province orientali, recandosi in visita da Erode. Dopo l'inverno Agrippa e Giulia tornarono in Italia.
Giulia era incinta per la quinta volta quando, nel marzo 12 a.C., mentre si trovava in Campania, Agrippa morì improvvisamente all'età di 51 anni; le sue ceneri trovarono riposo nel Mausoleo di Augusto. Il figlio postumo di Agrippa ricevette il nome del padre, divenendo noto come Agrippa Postumo. Subito dopo la nascita dell'ultimo figlio, Augusto adottò e dichiarò suoi eredi Gaio e Lucio, che entrarono a far parte della gens Iulia, e fece fidanzare Giulia, prima della fine del lutto, e poi sposare con il suo fratellastro, Tiberio.

### Matrimonio con Tiberio

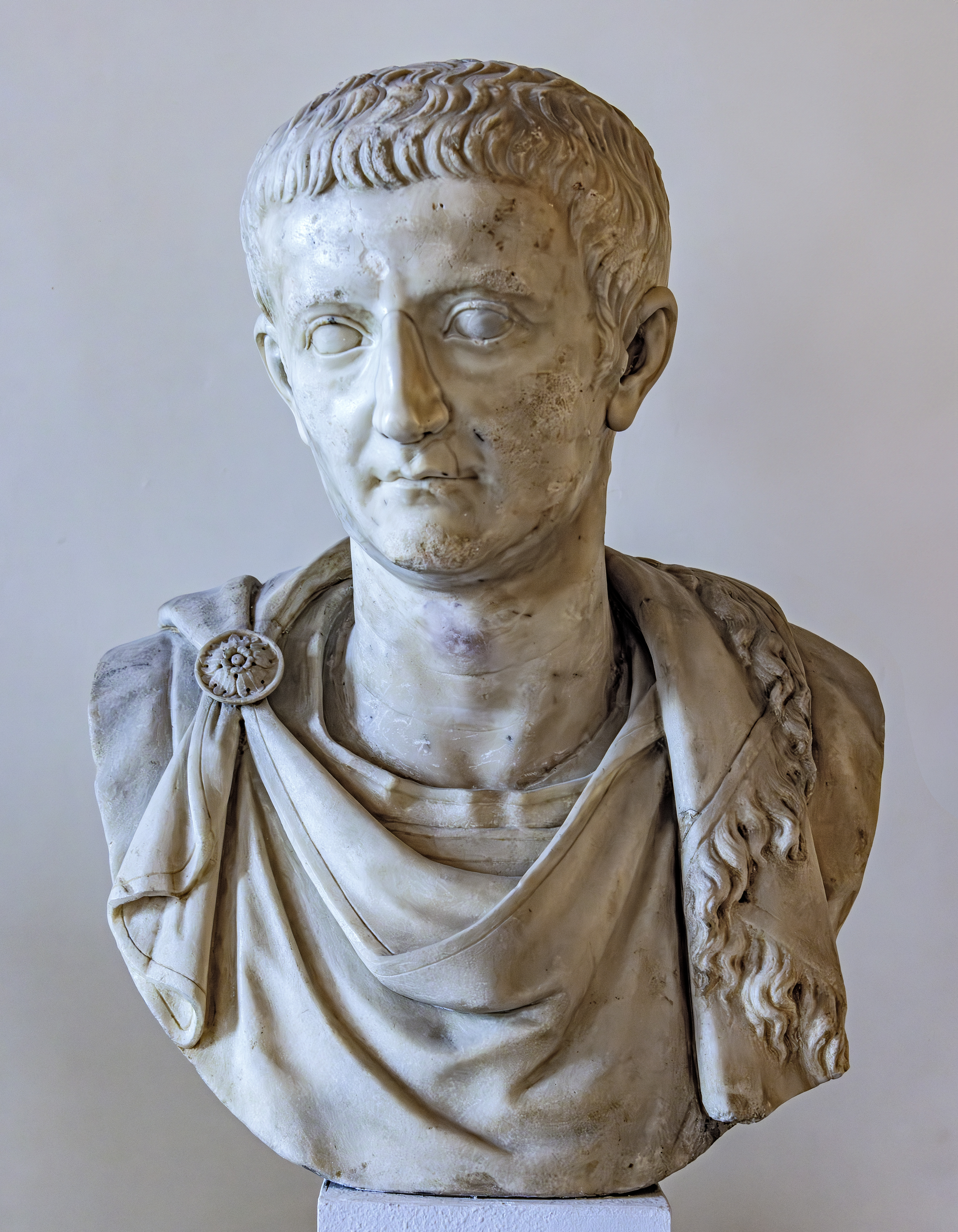
Busto dell'imperatore romano, Tiberio.

Dopo la morte di Agrippa, Augusto fece sposare Giulia e Tiberio, allo scopo di legittimare la successione del figliastro. Per sposare Giulia (11 a.C.), Tiberio dovette divorziare da Vipsania Agrippina, la figlia di primo letto di Agrippa che egli amava profondamente e da cui aspettava un secondo figlio, (dopo Druso minore). Si dice che lo perse per via del trauma dovuto a questo improvviso cambiamento.
Il matrimonio con Tiberio non ebbe un corso positivo. Il figlio che ebbero morì durante l'infanzia; alla scarsa opinione che il marito aveva del carattere della moglie, Giulia rispondeva considerando Tiberio non alla sua altezza, lamentandosi di questo fatto persino attraverso una lettera, scritta da Sempronio Gracco, destinata all'imperatore.
Quando Tiberio si recò a Rodi, nel 6 a.C., i due avevano già divorziato.

### Arresto, esilio e morte

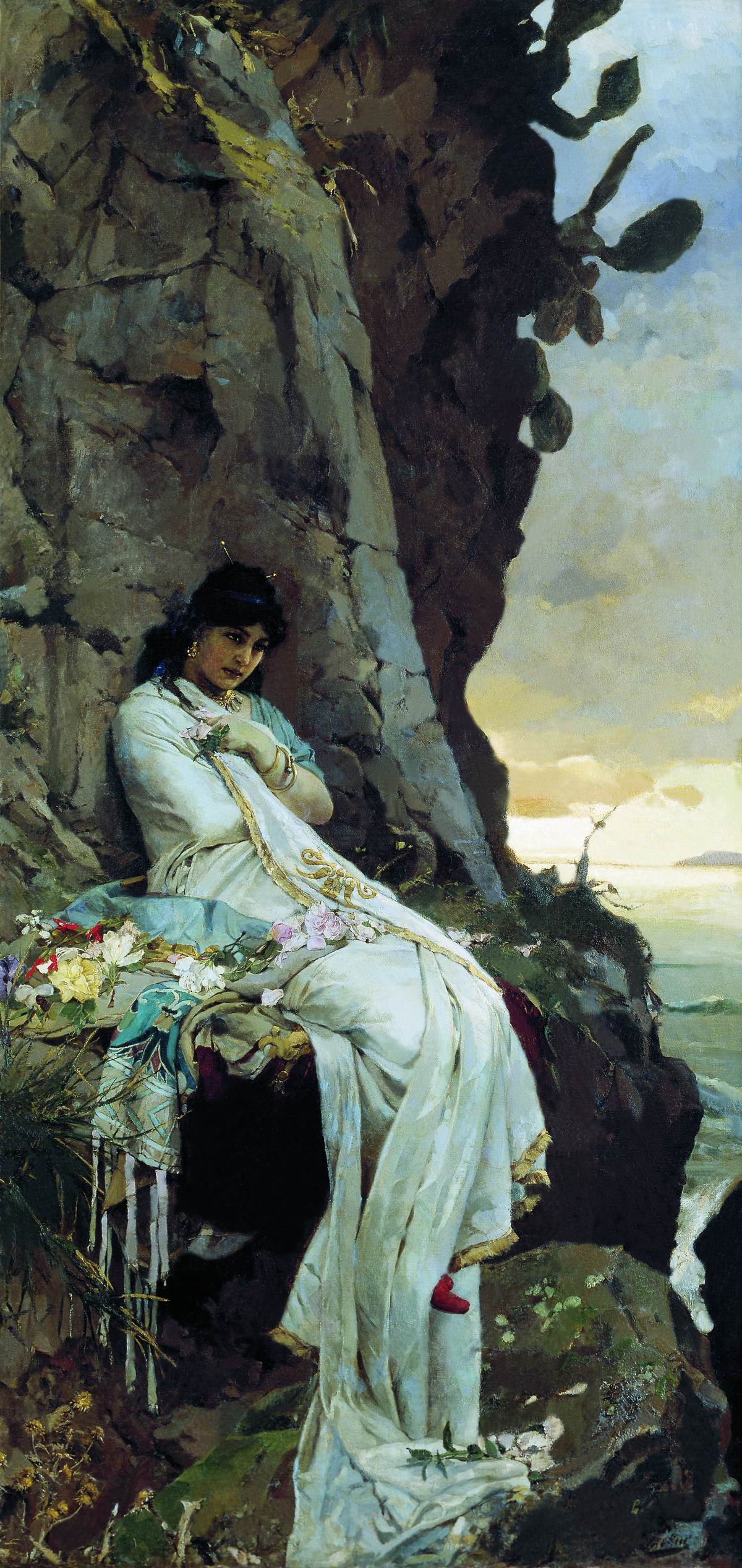
Rappresentazione di Giulia in esilio a Ventotene, da un dipinto di Pavel Svedomsky.

Nel 2 a.C., Giulia, madre di due eredi di Augusto (Lucio e Gaio) e moglie del terzo (Tiberio), venne arrestata per adulterio e tradimento. Augusto le fece recapitare una lettera a nome di Tiberio in cui il loro matrimonio veniva dichiarato nullo. L'imperatore stesso affermò in pubblico che Giulia era colpevole di aver complottato contro la vita di suo padre. Molti dei complici di Giulia vennero esiliati, tra cui Sempronio Gracco, mentre Iullo Antonio, figlio di Marco Antonio e Fulvia, fu obbligato a suicidarsi. Anche la liberta Febe, che aveva aiutato Giulia nella congiura, si suicidò. Augusto mostrò di essere a conoscenza da tempo delle manovre dei congiurati, che si incontravano al Foro Romano, come pure della relazione amorosa tra Iullo e Giulia, forse l'unica vera tra tutte quelle attribuite alla figlia dell'imperatore.

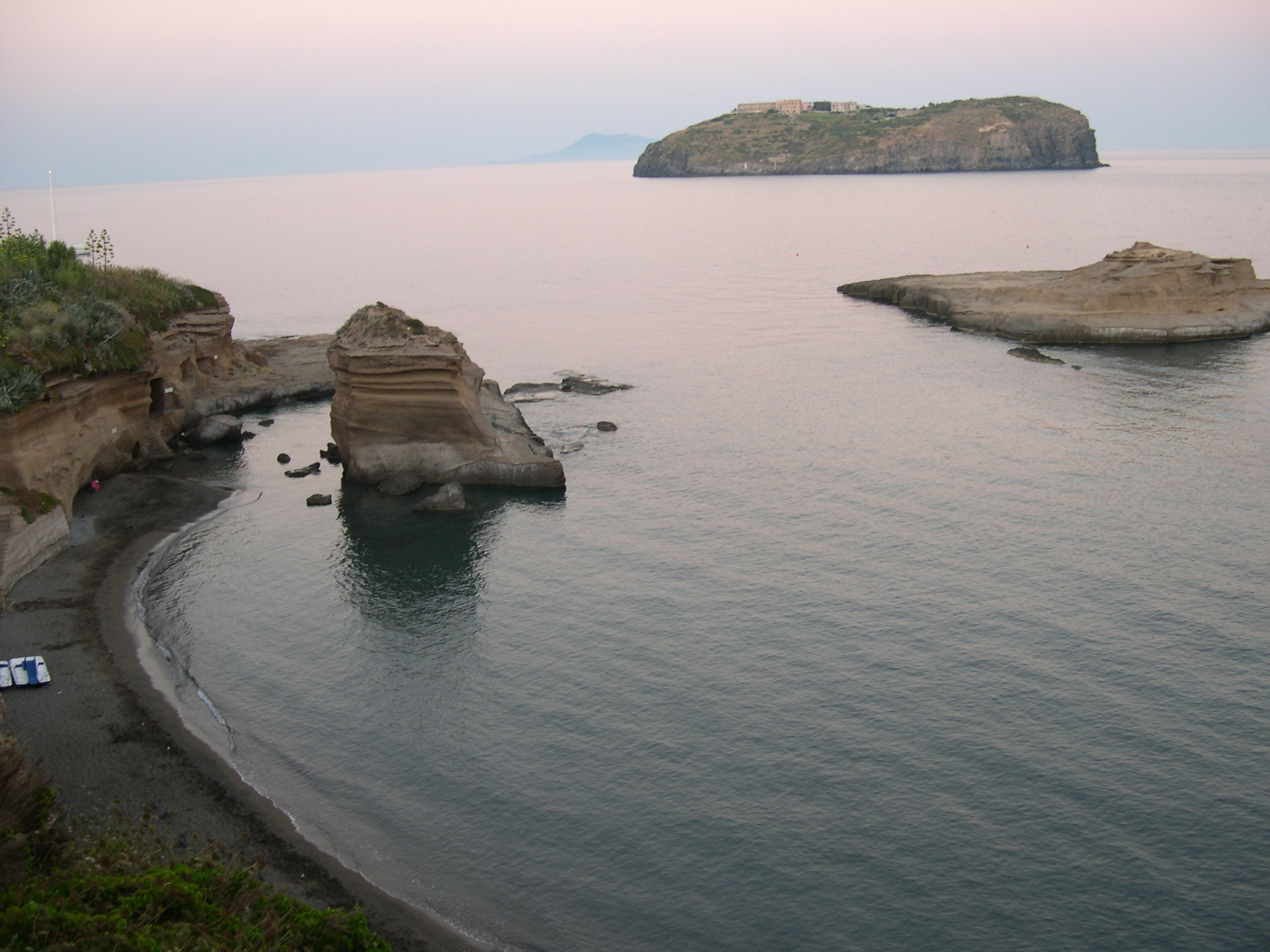
Giulia rimase in esilio a Ventotene per cinque anni, a seguito dell'accusa di adulterio e tradimento mossale dal padre.

Augusto tentennò sull'opportunità di mandare a morte la propria figlia, decidendo poi per l'esilio. Giulia fu confinata sull'isola di Pandataria (moderna Ventotene), dove venne accompagnata dalla madre Scribonia. Le condizioni di vita erano disagevoli: sull'isola, di meno di due chilometri quadrati, non erano ammessi uomini, mentre eventuali visitatori dovevano essere prima autorizzati da Augusto, dopo che l'imperatore fosse stato informato della loro statura, carnagione, segni particolari o cicatrici; inoltre, non era concesso a Giulia di bere vino né alcuna forma di lusso.
L'esilio di Giulia causò ad Augusto sia rimorso che vergogna e rancore, per il resto della sua vita.
(Svetonio, Augustus, 65.)
Ogni qual volta veniva fatto riferimento a lui e alla figlia, diceva, citando l'Iliade
(Svetonio, Augustus, 65.)
Inoltre, raramente faceva riferimento a Giulia senza chiamarla come uno dei suoi tre ascessi o cancri. 
Cinque anni dopo le fu permesso di tornare sulla terraferma in condizioni migliori, nella città di Rhegium Julii (l'odierna Reggio Calabria), l'antica Rheghion, divenuta tanto cara ad Augusto da concederle il privilegio di includere il nome della Gens Iulia nella denominazione ufficiale della Città, dove secondo la leggenda la figlia dell'imperatore avrebbe trascorso il resto della sua vita, ospitata nella Torre di Giulia. Augusto non accolse nessuna intercessione che potesse richiamarla presso di sé e quando il popolo romano gli implorò la grazia con insistenza, egli gli augurò di avere tali figlie e tali spose. E decretò che le ceneri della figlia non venissero inumate nel mausoleo di famiglia.
Quando Tiberio divenne imperatore nel 14, tolse a Giulia le sue rendite, ordinando che fosse confinata in una sola stanza e le venisse tolta ogni compagnia umana. Giulia morì poco dopo. La morte potrebbe essere stata causata dalla malnutrizione, se Tiberio la volle morta come ritorsione per aver disonorato il loro matrimonio; è anche possibile che Giulia si sia lasciata morire dopo aver saputo dell'assassinio del suo ultimo figlio, Agrippa Postumo.

## Matrimoni e discendenza
Giulia maggiore ebbe tre mariti:
- Marco Claudio Marcello. Suo cugino, figlio della sorella del padre Ottavia minore. Si sposarono nel 25 a.C., quando Giulia aveva quattordici anni, e rimase vedova due anni dopo[1].
- Marco Vipsanio Agrippa. Generale e braccio destro del padre. Si sposarono nel 21 a.C. e rimase vedova nel 12 a.C.[1] Da lui ebbe tre figli e due figlie:[3]
  - Gaio Cesare. Venne adottato da Augusto come erede, ma morì prematuramente.
  - Vipsania Giulia Minore. Sposò Lucio Emilio Paolo, console nell'1.
  - Lucio Cesare. Venne adottato da Augusto come erede, ma morì prematuramente.
  - Vipsania Agrippina Maggiore. Sposò Germanico Giulio Cesare e fu madre dell'imperatore Caligola e nonna di Nerone.
  - Agrippa Postumo. Nato dopo la morte del padre, alla morte di Augusto venne associato al potere insieme a Tiberio, ma fu ucciso poco dopo. Il mandante e il motivo della sua morte è motivo di dibattito.
- Tiberio. Figlio di primo letto di Livia Drusilla, terza e ultima moglie del padre, e imperatore dopo Augusto. Si sposarono nell'11 a.C. e venne ripudiata nel 2 a.C.[11][8] Da lui ebbe un figlio:[7]
  - Tiberillo. Così soprannominato dagli storici moderni, morì nella prima infanzia.

## Giulia nel giudizio degli storici

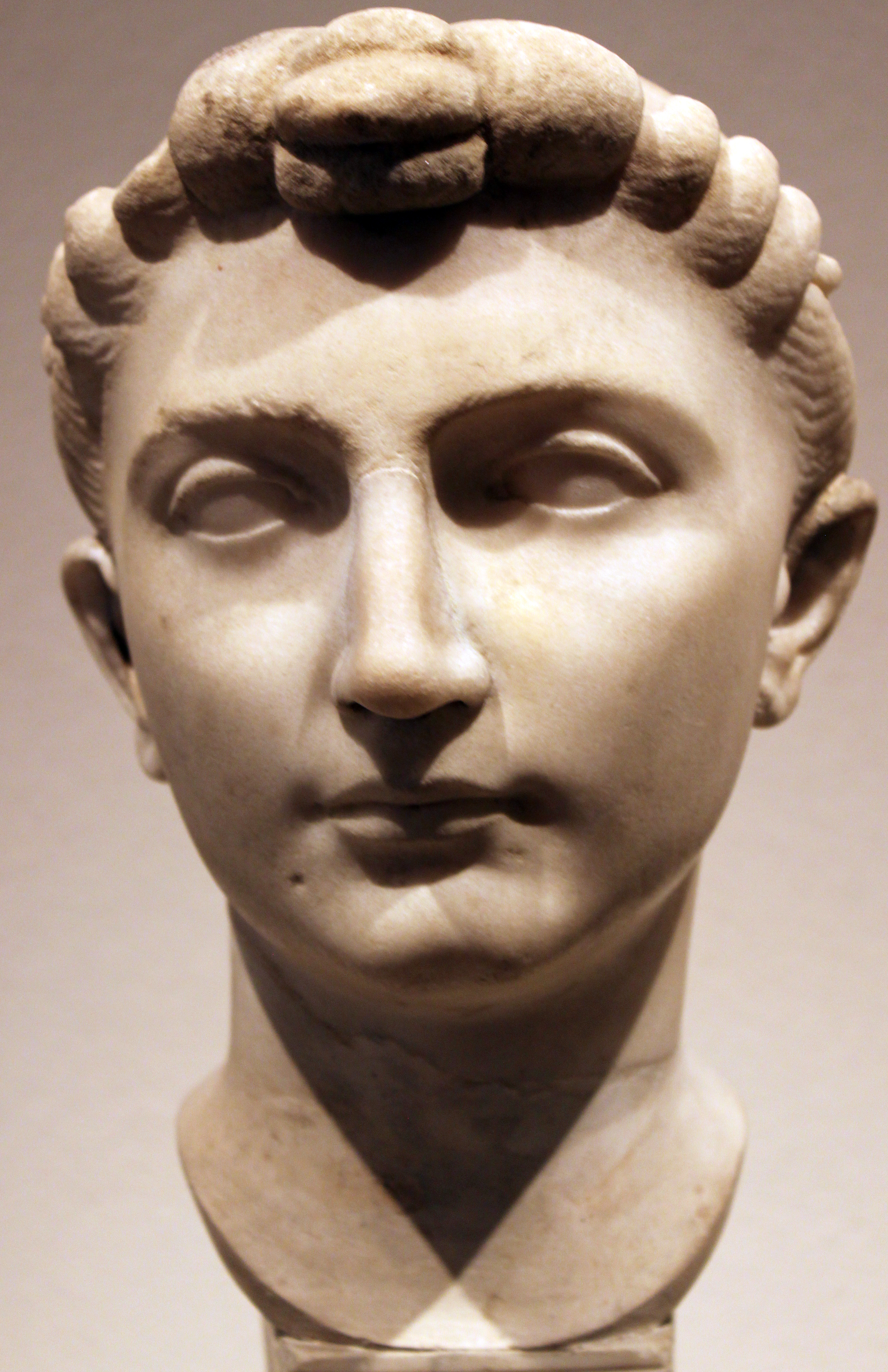
Ritratto di Giulia (Altes Museum di Berlino)

I matrimoni imposti dal padre fin dalla giovane età non impedirono a Giulia di avere numerosi amanti. La maggior parte degli scrittori antichi ricorda Giulia per la sua pubblica condotta promiscua. Così Velleio Patercolo la descrive come «inquinata dalla lussuria» (ii.100), elencando tra i suoi amanti Iullo Antonio, Quinzio Crispino, Appio Claudio, Sempronio Gracco e il suo fratellastro Publio Cornelio Scipione. Lucio Anneo Seneca parla di «ammissione di molteplici adulteri»; Gaio Plinio Secondo la chiama «exemplum licentiae».

## Ascendenza
|                        |   |                       | Genitori                  |  |  | Nonni |  |  | Bisnonni         |  |  | Trisnonni       |  |
|                        |   |                       |                           |  |  |       |  |  | Gaio Ottavio III |  |  | Gaio Ottavio II |  |
|                        |   |                       |                           |  |  |       |  |  | Gaio Ottavio III |  |  | Gaio Ottavio II |  |
|                        |   | Rufa Rufus            |                           |  |  |       |  |  | Gaio Ottavio III |  |  |                 |  |
| Gaio Ottavio           |   |                       |                           |  |  |       |  |  | Gaio Ottavio III |  |  |                 |  |
|                        |   | Aurelia Cotta         | …                         |  |  |       |  |  |                  |  |  |                 |  |
|                        |   | Aurelia Cotta         | …                         |  |  |       |  |  |                  |  |  |                 |  |
|                        |   | Aurelia Cotta         | …                         |  |  |       |  |  |                  |  |  |                 |  |
| Augusto                |   | Aurelia Cotta         |                           |  |  |       |  |  |                  |  |  |                 |  |
|                        |   | Marco Azio Balbo      | Marco Azio Balbo          |  |  |       |  |  |                  |  |  |                 |  |
|                        |   | Marco Azio Balbo      | Marco Azio Balbo          |  |  |       |  |  |                  |  |  |                 |  |
|                        |   | Marco Azio Balbo      | Pompeia Strabona          |  |  |       |  |  |                  |  |  |                 |  |
| Azia maggiore          |   | Marco Azio Balbo      |                           |  |  |       |  |  |                  |  |  |                 |  |
|                        |   | Giulia minore         | Gaio Giulio Cesare        |  |  |       |  |  |                  |  |  |                 |  |
|                        |   | Giulia minore         | Gaio Giulio Cesare        |  |  |       |  |  |                  |  |  |                 |  |
|                        |   | Giulia minore         | Aurelia Cotta             |  |  |       |  |  |                  |  |  |                 |  |
| Giulia maggiore        |   | Giulia minore         |                           |  |  |       |  |  |                  |  |  |                 |  |
|                        | … | …                     |                           |  |  |       |  |  |                  |  |  |                 |  |
|                        | … | …                     |                           |  |  |       |  |  |                  |  |  |                 |  |
|                        | … | …                     |                           |  |  |       |  |  |                  |  |  |                 |  |
| Lucio Scribonio Libone | … |                       |                           |  |  |       |  |  |                  |  |  |                 |  |
|                        |   | …                     | …                         |  |  |       |  |  |                  |  |  |                 |  |
|                        |   | …                     | …                         |  |  |       |  |  |                  |  |  |                 |  |
|                        |   | …                     | …                         |  |  |       |  |  |                  |  |  |                 |  |
| Scribonia              |   | …                     |                           |  |  |       |  |  |                  |  |  |                 |  |
|                        |   | Fausto Cornelio Silla | Lucio Cornelio Silla      |  |  |       |  |  |                  |  |  |                 |  |
|                        |   | Fausto Cornelio Silla | Lucio Cornelio Silla      |  |  |       |  |  |                  |  |  |                 |  |
|                        |   | Fausto Cornelio Silla | Cecilia Metella Dalmatica |  |  |       |  |  |                  |  |  |                 |  |
| Cornelia Silla         |   | Fausto Cornelio Silla |                           |  |  |       |  |  |                  |  |  |                 |  |
|                        |   | Pompea Silla          | Gneo Pompeo Magno         |  |  |       |  |  |                  |  |  |                 |  |
|                        |   | Pompea Silla          | Gneo Pompeo Magno         |  |  |       |  |  |                  |  |  |                 |  |
|                        |   | Pompea Silla          | Mucia Terzia              |  |  |       |  |  |                  |  |  |                 |  |
|                        |   | Pompea Silla          |                           |  |  |       |  |  |                  |  |  |                 |  |